# Problema da anã G
Em astronomia, o problema da anã G refere-se à aparente discrepância na distribuição dos níveis de metalicidade em estrelas de diferentes populações em comparação com modelos de caixa fechada de evolução química galáctica. De acordo com os modelos de caixa fechada, que representam galáxias sem entrada de material não metálico externo, a distribuição dos níveis de metalicidade nas estrelas deve seguir uma curva logarítmica. Isso equivale a estrelas de massa alta e baixa tendo a menor metalicidade, com estrelas de classe G no meio. No entanto, esses modelos são inconsistentes com as observações da Via Láctea. Outras galáxias mostraram ter o mesmo problema. O nome vem de estrelas de classe G, que são brilhantes o suficiente para serem estudadas facilmente, mas na maioria das vezes são encontradas não-evoluídas. Isso fornece uma visão abrangente de estrelas relativamente jovens. Apesar disso, o problema da anã G também foi observado em anãs K e M.